# Herrmann-Nunatak
Der Herrmann-Nunatak ist ein Nunatak im westantarktischen Marie-Byrd-Land. In den Ford Ranges ragt er 6 km nordöstlich des östlichen Endes der Phillips Mountains auf.
Teilnehmer der United States Antarctic Service Expedition (1939–1941) entdeckten und kartierten ihn. Das Advisory Committee on Antarctic Names benannte ihn 1966 nach John Lovejoy Herrmann (1892–1983), Fotograf der zweiten Antarktisexpedition (1933–1935) des US-amerikanischen Polarforschers Richard Evelyn Byrd.